# Monday Mornings
Monday Mornings è una serie televisiva statunitense creata da David E. Kelley e basata sull'omonimo romanzo di Sanjay Gupta.
La serie è stata trasmessa in prima visione assoluta sul canale televisivo statunitense TNT a partire dal 4 febbraio 2013, venendo cancellata al termine della prima stagione.

## Trama
La serie segue le vicende sia professionali che personali di cinque chirurghi del Chelsea General Hospital di Portland. Ogni lunedì mattina, nell'ospedale in cui lavorano, vengono indette delle conferenze su varie patologie e sulla loro mortalità, in cui i dottori affrontano temi spinosi come le complicazioni e gli errori nella cura dei pazienti: queste conferenze sono ritenute tra i più grandi segreti nella medicina.

## Personaggi e interpreti

### Personaggi principali
- Dr. Tyler Wilson, interpretato da Jamie Bamber.
- Dr. Tina Ridgeway, interpretata da Jennifer Finnigan.
- Dr. Buck Tierney, interpretato da Bill Irwin.
- Dr. Harding Hooten, interpretato da Alfred Molina.
- Dr. Sydney Napur, interpretata da Sarayu Rao.
- Dr. Jorge "El Gato" Villanueva, interpretato da Ving Rhames.
- Dr. Sung Park, interpretato da Keong Sim.
- Dr. Michelle Robidaux, interpretata da Emily Swallow.

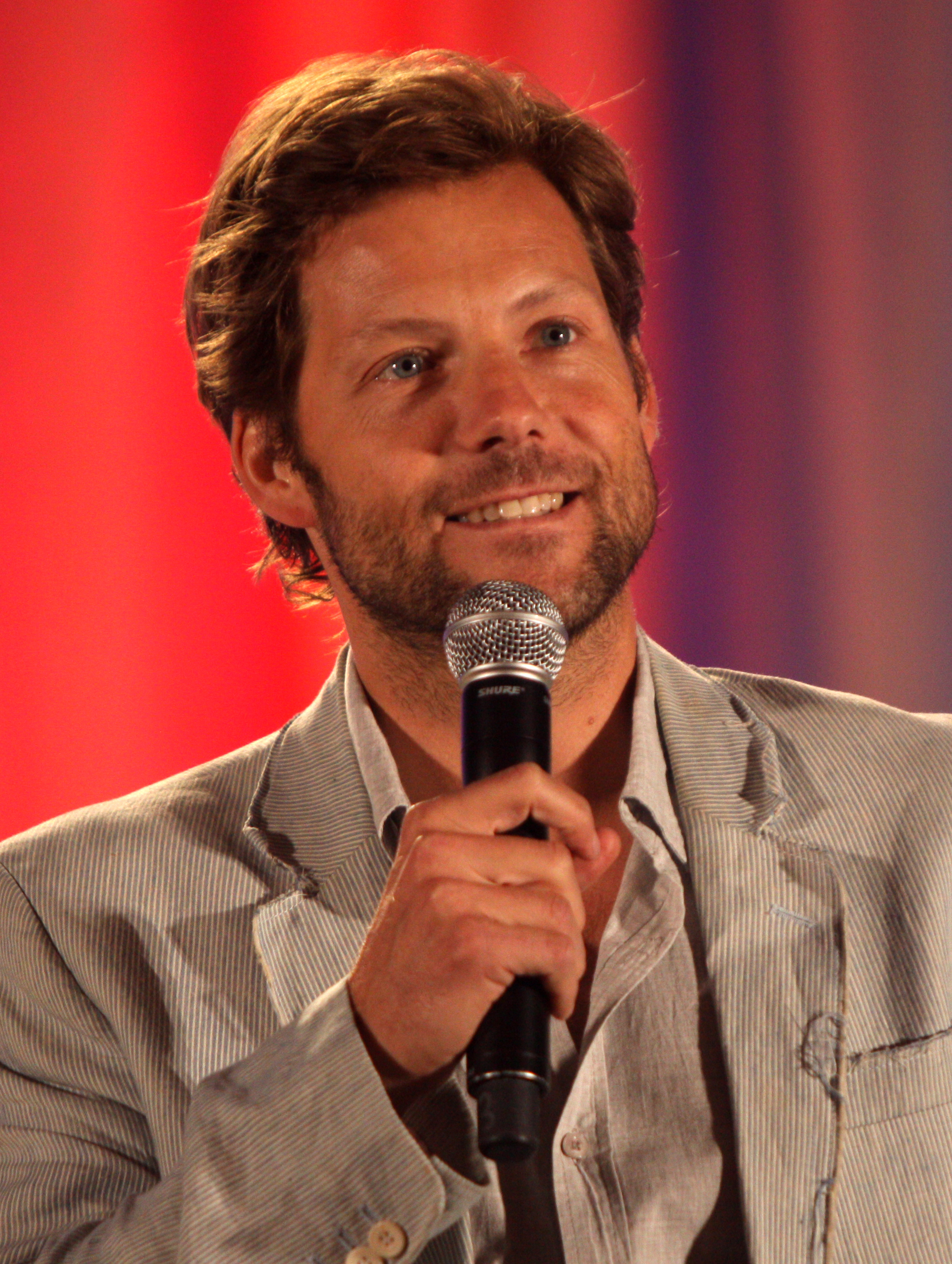
Jamie Bamber interpreta il dottor Tyler Wilson
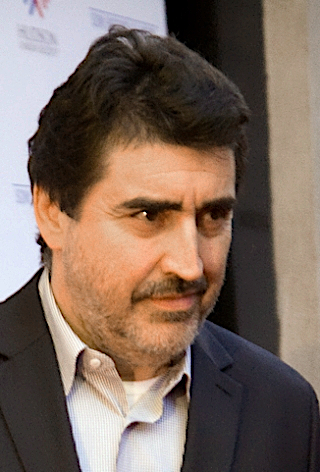
Alfred Molina interpreta il dottor Harding Hooten

### Personaggi secondari
- John Lieberman, interpretato da Jonathan Silverman.

## Episodi
| Stagione       | Episodi | Prima TV USA | Prima TV Italia |
| -------------- | ------- | ------------ | --------------- |
| Prima stagione | 10      | 2013         | inedita         |

## Produzione
La produzione della serie, inizialmente conosciuta con il titolo Chelsea General, iniziò il 6 dicembre 2011, giorno in cui TNT ordinò la creazione dell'episodio pilota. Dopo la creazione dell'episodio pilota diretto da Bill D'Elia, l'8 maggio 2012 l'emittente televisiva decise di ordinare una prima stagione della serie composta da dieci episodi.

### Casting
Il casting della serie si tenne nel febbraio del 2012. La prima attrice ad unirsi al cast fu Jennifer Finnigan la quale il 1º febbraio ottenne il ruolo della dottoressa Tina Ridgeway. Il giorno successivo venne aggiunto al cast principale l'attore Jamie Bamber nel ruolo del dottor Tyler Wilson e l'8 febbraio si unirono al cast anche Alfred Molina e Bill Irwin rispettivamente nei ruoli dei dottori Harding Hooten e Buck Tierney. Il 10 febbraio vennero aggiunti al cast gli attori Ving Rhames e Keong Sim, nei ruoli dei dottori Jorge Villanueva e Sung Park ed infine il 16 febbraio si unirono al cast anche Emily Swallow e Sarayu Rao, nei ruoli delle dottoresse Michelle Robidaux e Sydney Napur.